# Last Night (canção)
"Last Night" é o décimo sétimo single do DJ estadunidense Ian Carey. A faixa tem Snoop Dogg e Bobby Anthony, como convidados.

## Faixas
Austrália Digital Single
1. Last Night 3:09
2. Last Night (Versão Extended) 4:54

Remixes
1. Last Night (Afrojack Remix) 5:22
2. Last Night (Spencer & Hill Remix) 7:04
3. Last Night (R3hab Remix) 4:22
4. Last Night (Dani L. Mebius Remix) 6:15
5. Last Night (Afrojack Dub Edit) 5:18

## Desempenho nas paradas
| Paradas (2011)                 | Melhor Posição |
| ------------------------------ | -------------- |
| Austrália (ARIA)               | 15             |
| Canadá (Canadian Hot 100)      | 24             |
| Países Baixos (Single Top 100) | 77             |

### Certificações
| País                  | Certificação | Vendas certificadas |
| --------------------- | ------------ | ------------------- |
| Austrália (ARIA)      | Platina      | 70,000+             |
| Canadá (Music Canada) | Ouro         | 40,000+             |